# Biblioteconomia (revista)
La revista Biblioteconomía, amb el nom complet contenint el subtítol, Biblioteconomía: boletín de la Escuela de Bibliotecarias de Barcelona va ser una publicació periòdica relacionada amb el món de la biblioteconomia que es va publicar entre els anys 1944 i 1976.
La revista Biblioteconomía, que va tenir una tirada de vuitanta números mentre estigué vigent entre 1944 i 1976, amb una periodicitat irregular, va ser creada i dirigida durant la major part de la seva història, concretament, entre 1944 i 1972, pel bibliotecari i historiador valencià Felip Mateu i Llopis. La publicació, editada per l'Escola de Bibliotecàries, es converteix en el mitjà d'expressió del món bibliotecari català i alhora, també, en un punt d'informació de l'actualitat de biblioteques estrangeres, gràcies a alguns dels articles que s'hi publiquen. Aquesta publicació periòdica, ja desapareguda, ha estat considerada com una de les revistes científiques en l'àrea de la biblioteconomia i la documentació.

## Abast temàtic i estructura
La revista esdevé una eina molt important per a conèixer l'evolució de la biblioteconomia del nostre país i, també, l'evolució de la societat catalana durant els anys de la seva publicació. A través del seu contingut i la seva evolució es van constatant els canvis soferts per la societat catalana i espanyola del moment. La temàtica de la revista, relacionada amb l'àmbit de la Informació i Documentació, va anar evolucionant, tal com ho va fer la mateixa biblioteconomia com a disciplina, durant el temps en què es va publicar. Durant la primera època podem trobar molts articles relacionats amb els catàlegs i la seva elaboració, sobre els encapçalaments de matèria utilitzats a la Biblioteca Central, les guies de lectura i, també, sobre l'organització de les diverses biblioteques catalanes i els seus fons. Amb el temps, van començar a publicar-se articles sobre els sistemes bibliotecaris més enllà del nostre país. Els catàlegs col·lectius o les fitxes impreses van ser també temes tractats, i en els darrers temps la documentació i l'automatització dels processos tècnics passen a ser també objecte d'estudi de la revista.
La revista va mantenir una estructura bastant similar durant el seu període de publicació, amb un apartat dedicat als articles, un altre a les notícies d'actualitat, amb les reunions anuals de les bibliotecàries, congressos, visites a la Biblioteca Central, oposicions, temaris i resolucions de convocatòries, i finalment, una secció dedicada a les novetats bibliogràfiques. També hi havia apartats o seccions que variaven segons les necessitats o els interessos existents en cada moment.

## Autors dels articles
Si bé la majoria dels autors –sobretot autores– dels articles publicats a la revista són majoritàriament de l'àmbit català, també es troben col·laboracions puntuals amb les experiències de professionals d'arreu de l'Estat. Mateu i Llopis, va ser des del principi un dels col·laboradors habituals de la revista amb participacions en la majoria dels seus números. En alguna ocasió, també, les mateixes estudiants havien arribat a publicar la seva tesina sobre un tema de tècnica de biblioteques o de bibliografia.

## Llengua
Durant la primera etapa de la publicació, es va editar exclusivament en castellà. A partir del 1970 comencen a incloure petits fragments i textos en català, tot i que no serà fins al 1974 quan els articles escrits en català comencen a ser habituals, fins a esdevenir la llengua predominant en els dos darrers números. Així, en el darrer any de la publicació, el 1976, fins i tot es catalanitza el títol, i es passa a anomenar Biblioteconomia.

## Direcció
Mateu i Llopis, que aleshores era el director de la Biblioteca de Catalunya i de la xarxa de biblioteques populars, a més del creador de la revista, fou també el seu director, des de la seva creació, el 1944, fins que es va jubilar el 1972, moment en què fou substituït per Rosalia Guilleumas i Brosa, que a més de la direcció de la revista, també, es va fer càrrec de la direcció de l'Escola de Bibliotecàries, que a partir de 1973 passà a dir-se Escola de Bibliologia de la Diputació de Barcelona.